# Kazuyoshi Hoshino

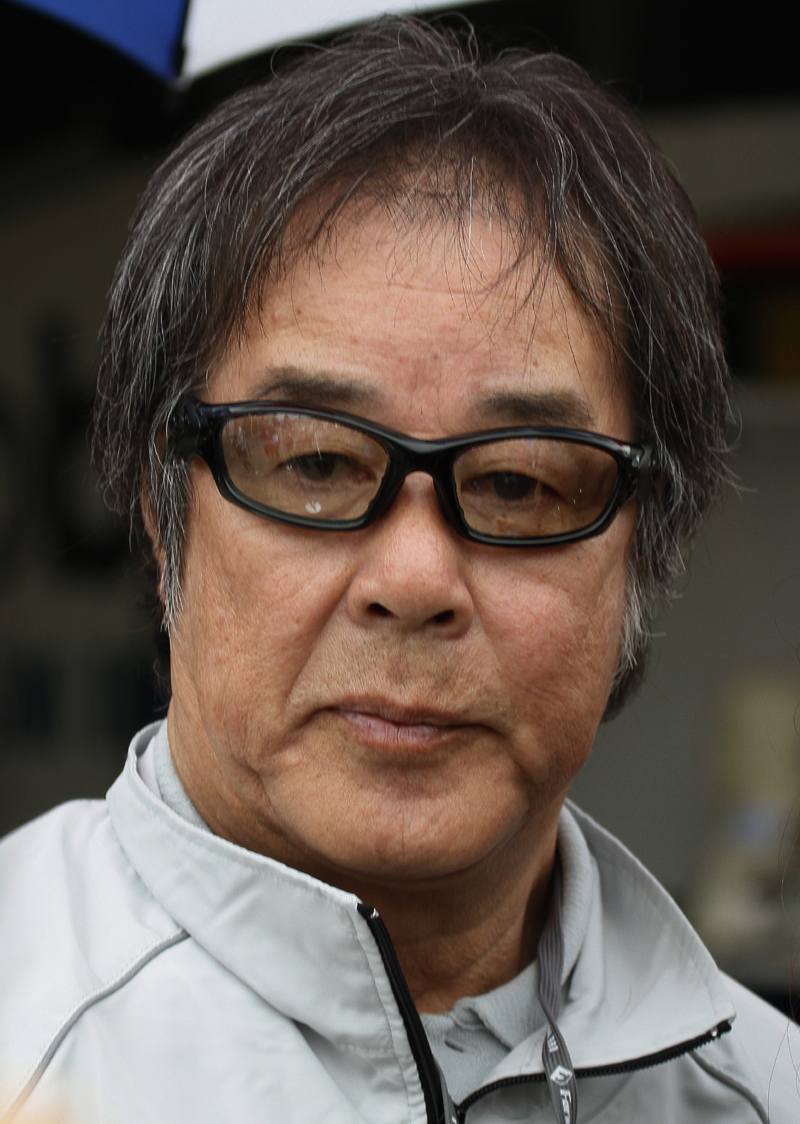
Hoshino in 2010

Kazuyoshi Hoshino (Japans: 星野一義, Hoshino Kazuyoshi) (Shizuoka, 1 juli 1947) is een voormalig Formule 1-coureur uit Japan. Hij nam in 1976 en 1977 deel aan twee Grands Prix voor het team Heros Racing, maar scoorde daarin geen punten.